# 美作森林組合
美作東備森林組合（みまさかとうびしんりんくみあい）は、岡山県美作地域にある森林組合。主たる事務所の所在地は、岡山県美作市江見945。組合長は道上正寿（2011年就任）。

## 沿革
- 2006年 - 勝田郡勝央町、英田郡西粟倉村、美作市勝田町、美作町、作東町、英田町、大原町、東粟倉村の各森林組合が合併し、美作森林組合となる。
- 2006年7月 - 美作森林組合西粟倉事業所が、FSC森林管理認証を取得。
- 2012年4月 - 美作森林組合、赤磐市森林組合、備前市森林組合の3つの森林組合が合併し、美作東備森林組合となる。